# Прапор Михайлівки (Хмельницький район)
Прапор Михайлівки — офіційний символ села Михайлівка, Хмельницького району Хмельницької області, затверджений 24 лютого 2005 року рішенням виконкому сільської ради.
Автор — А. Гречило.

## Опис
Квадратне синє полотнище, в якому жовте квадратне поле з кутами на серединах сторін прапора, в якому чорний лук із червоною тятивою з натягнутою вгору чорною стрілою з червоним наконечником та оперенням.

## Значення символів
Основою для сучасних символів став давній герб містечка, відомий з ХVІІ ст. 